# Heart's Desire
Heart's Desire er en amerikansk stumfilm fra 1917 af Francis J. Grandon.

## Medvirkende
- Marie Doro som Fleurette.
- Alan Roscoe som Paul Le Roque.
- Mario Majeroni som Henri Le Roque.
- Jean Del Val som Jacques.
- Helen Dahl som Helen St. Simon.